# João Neves
João Pedro Gonçalves Neves (* 27. September 2004 in Tavira) ist ein portugiesischer Fußballspieler, der aus der Jugend von Benfica Lissabon stammt und als Mittelfeldspieler für Paris Saint-Germain und die portugiesische Nationalmannschaft spielt.

## Karriere

### Vereine

#### Jugend und Wechsel zu Benfica Lissabon
Der in der Region Algarve geborene Neves begann mit dem Fußballspielen bei seinem Heimatverein Casa Benfica Tavira, der vier Spielzeiten lang einer der Zubringervereine von Benfica war, wo sein Vater als Trainer arbeitete. Er wechselte 2016 zu Benfica Lissabon und unterzeichnete im Dezember 2020 seinen ersten Profivertrag bei Benfica. Er war Teil des Teams von Benfica, welche die UEFA Youth League 2021/22 gewann. Sein Profidebüt für Benfica B gab er am 6. August 2022 beim 1:1-Unentschieden in der LigaPro gegen Académico de Viseu.
Nach dem Weggang von Enzo Fernández im Januar 2023 begann er mit der ersten Mannschaft zu trainieren, nachdem er den neuen Trainer Roger Schmidt beeindruckt hatte. Er gab bei der 0:3-Niederlage gegen Sporting Braga sein Debüt in der Primeira Liga am 30. Dezember 2022. Bald darauf gab Neves sein Debüt in der UEFA Champions League, als er gegen Club Brügge im Achtelfinal-Hinspiel der Champions League eingewechselt wurde. In den letzten Monaten der Saison verdiente sich Neves schließlich einen Platz in der Startelf gegenüber Florentino Luís, wobei er am 21. Mai im Derby de Lisboa gegen den Stadtrivalen Sporting Lissabon sein erstes Tor für den Verein erzielte und seiner Mannschaft ein Unentschieden sicherte, nachdem sie zur Halbzeit noch mit zwei Toren zurückgelegen hatte. In seiner Debütsaison kam er 17-mal in der Liga zum Einsatz und wurde portugiesischer Meister.

#### Paris Saint-Germain
Im August 2024 wechselte Neves zu Paris Saint-Germain in die Ligue 1. Er unterschrieb einen Vertrag bis 2029.

### Nationalmannschaft
Neves spielte für verschiedene Jugendnationalmannschaften Portugals, beginnend mit der U-15 Nationalmannschaft. Im Juni 2023 nahm Neves an der U21-Europameisterschaft 2023 teil und erzielte am 27. Juni beim 2:1 gegen Belgien ein Tor. Portugal schied am 2. Juli nach einer 0:1-Niederlage gegen England im Viertelfinale aus dem Turnier aus. 
Am 6. Oktober 2023 wurde Neves für die Qualifikationsspiele zur Europameisterschaft 2024 gegen die Slowakei und Bosnien und Herzegowina zum ersten Mal in die A-Nationalmannschaft berufen. Sein Debüt gab er am 16. Oktober, als er beim 5:0-Auswärtssieg gegen Bosnien und Herzegowina von der Bank kam und für Otávio in der 85. Minute eingewechselt wurde.

## Titel

### Vereine
International
- Champions-League-Sieger: 2025 (Paris Saint-Germain)
- Youth-League-Sieger: 2022 (Benfica Lissabon)

Portugal
- Meister: 2023 (Benfica Lissabon)
- Supercupsieger: 2023 (Benfica Lissabon)

Frankreich
- Meister: 2025 (Paris Saint-Germain)
- Pokalsieger: 2025 (Paris Saint-Germain)
- Supercupsieger: 2024 (Paris Saint-Germain)

### Nationalmannschaft
- UEFA-Nations-League-Sieger: 2025